# خوان ماريا سولاري
خوان ماريا سولاري (بالإنجليزية: Juan María Solare)‏ (و. 1966  م) هو ملحن، وعازف بيانو، وموزع (موسيقى)، وكاتب مقالات، ومدرس، وعالم موسيقى، وأستاذ جامعي، من الأرجنتين، ولد في بوينس آيرس.

## وظائف التدريس
من عام 1986 حتى عام 1993 كان يدرس الانسجام، والمورفولوجيا، والموسيقى في معهد تانديل (الأرجنتين). ومنذ يناير 2002 قدم دروس البيانو في مدرسة موسيقى بريمن (ألمانيا). ومنذ أكتوبر 2002، قام بإدارة فرقة أوركيستا نو تيبيكا الموسيقية المكرسة للتانغو في جامعة بريمن. ومنذ أكتوبر 2004، قام بتدريس البيانو في جامعة بريمن للفنون، ومن ديسمبر 2007 حتى أبريل 2008 كان أستاذاً مساعداً في جامعة كمبلوتنسي بمدريد. ومنذ عام 2008 قام بتدريس مسرح موسيقى جديد في جامعة بريمن، حيث يقوم بتشكيل «فرقة كاجيل».
قدم خوان دورات ومحاضرات عن الموسيقى المعاصرة في معهد تعليم الموسيقى والموسيقى الجديدة في دارمشتات
وأكاديمية سالزبورغ التجريبية للرقص، وأتينيو دي مدريد والجامعة الدائمة.

## جوائز
حصل على جوائز منها :
- في الأرجنتين الصندوق الوطني للفنون 1996.
- في المملكة المتحدة (منتدى بريطانيا وباس الدولي 1999، الكلية الملكية للموسيقى 2004)
- في ألمانيا (مؤسسة والتر فيت فيولا 2001، منافسة بريمن للملحنين 2004)

## وصلات خارجية
- خوان ماريا سولاري على موقع ميوزك برينز (الإنجليزية)
- خوان ماريا سولاري على موقع أول ميوزيك (الإنجليزية)
- خوان ماريا سولاري على موقع ديسكوغز (الإنجليزية)

- الموقع الرسمي
- السيرة الذاتية، وقائمة من المقالات المنشورة (الألمانية والإسبانية)
- السيرة الذاتية، وقائمة من المقالات المنشورة (الإنجليزية والإسبانية)
- تعليقات حول الموسيقى الكهروضوئية له من قبل انغفار لوكو
- تعليقات حول الموسيقي من قبل انغفار لوكو نوردين
- مقابلة أجراها بن تيبتس مع خوان ماريا سولاري في فبراير 2011
- Juan María Solare ديسكغرفي في ميوزك برينز